# Pondar Kanali
Pondar Kanali é uma vila no distrito de Dhanbad, no estado indiano de Jharkhand.

## Demografia
Segundo o censo de 2001, Pondar Kanali tinha uma população de 7474 habitantes. Os indivíduos do sexo masculino constituem 54% da população e os do sexo feminino 46%. Pondar Kanali tem uma taxa de literacia de 59%, inferior à média nacional de 59,5%: a literacia no sexo masculino é de 70% e no sexo feminino é de 47%. Em Pondar Kanali, 15% da população está abaixo dos 6 anos de idade.